# Vengeance kabyle
Vengeance kabyle è un cortometraggio muto del 1912 scritto e diretto da Camille de Morlhon.

## Produzione
Il film fu prodotto dalla Pathé Frères con il nome Compagnie Genérale des Établissements Pathé Frères Phonographes & Cinématographes [C.G.P.C.].

## Distribuzione
Distribuito dalla Pathé Frères, uscì nelle sale cinematografiche francesi il 20 dicembre 1912. Il 18 marzo 1913, fu distribuito anche negli Stati Uniti con il titolo The Vengeance of the Kabyle dalla General Film Company.